# رولف کنت
رولف کنت (انگلیسی: Rolfe Kent) آهنگساز اهل بریتانیا است. عمدهٔ فعالیت‌های او در زمینهٔ آهنگسازی برای فیلم است.
از جمله آثار کنت می‌توان به موسیقیِ فیلم راه‌های فرعی اشاره کرد که او را برای دریافتِ جایزه گلدن گلوب نامزد کرد.